# 佐藤敬一 (司教)
佐藤  敬一（さとう  けいいち、Francis Keiichi Sato, O.F.M. , 1928年4月11日-2005年1月2日）は、日本のカトリック教会聖職者でカトリック新潟教区第2代司教。洗礼名は「フランシスコ」。フランシスコ会士。

## 生涯
北海道旭川市で生まれ、1947年2月21日に受洗。1953年に北海道大学工学部建築学科を卒業し、1955年にフランシスコ修道会に入会。1955年3月21日の着衣式を経て、1956年3月24日に初誓願、1959年9月17日に荘厳誓願を立てた。1962年10月7日に司祭叙階を受け、1963年にアントニオ神学院を卒業。
1963年4月から同年12月は東京の板橋修道院で、後に札幌修道院に移り、1966年5月から北十一条教会主任を務めた。1977年12月8日、フランシスコ会日本管区の創立に伴ってフランシスコ修道会日本管区初代管区長となり、1983年11月まで管区長を務めた。1984年4月にカトリック浦和教区（現カトリックさいたま教区）の前橋教会主任となる。
1985年3月にカトリック新潟教区司教に任命され、同年6月に司教に叙階。教区長の他に日本司教協議会の司祭生涯養成委員会委員長、エキュメニズム部門担当司教、学校法人聖母学園理事長等を務めた。
2002年には、伊藤庄治郎前教区長による秋田の聖母のへの崇敬の許可を継承すると共に新しい状況が起きない限り再調査を行わないと表明した。
2004年5月14日、定年による新潟教区長の引退願いが教皇ヨハネ・パウロ2世により承認されると共に、後任として菊地功神父が任命された。
引退後は札幌修道院に移り、2005年1月2日に札幌市の天使病院にて死去。享年76。1月5日に司教座聖堂のカトリック新潟教会で葬儀ミサが捧げられた。